# Mary Long Alderson
Mary Long Alderson (1860—1937) foi uma sufragista e escritora norte-americana.

## Biografia
Mary Long nasceu em 19 de junho de 1860 em South Weymouth, Massachusetts, filha de Eliza Regan e John E. Long. Seus pais eram ambos imigrantes irlandeses nascidos na década de 1830, residindo em Massachusetts na época do nascimento de Mary. Durante o Censo de 1860 — que teria sido coletado no ano em que Mary nasceu — havia dois outros adultos morando na casa, também da Irlanda. Mary foi criada em Boston e conheceu mulheres notórias como Louisa May Alcott. Ela foi educada sob o “Método Quincy” em Quincy, Massachusetts.

## Carreira
Long trabalhou como professora até 1887, quando conheceu Matthew William Alderson (1855-1924). No ano seguinte, ela se tornou sua segunda esposa. Os dois se casaram em Braintree, Massachusetts, e se estabeleceram em Bozeman, Montana. Eles eventualmente teriam três filhas.

### Jornalista
Matt Alderson e seu pai publicaram o Bozeman Avant Courier. Mary escreveu para o Avant Courier, incluindo conteúdo editorial, especificamente contra espartilhos e saias longas. Ela também escreveu sobre botânica, temperança e sufrágio feminino. Nesta posição, foi uma das poucas mulheres membras da Associação de Imprensa de Montana. Como sufragista, Alderson também atuou como editora do WCTU Journal de Montana.

### Ativista
Alderson participou da Exposição Mundial Colombiana de 1893 em Chicago. Lá, ela ouviu oradoras sufragistas, incluindo Susan B. Anthony. Alderson voltou a Bozeman ansiosa para se organizar pelo direito das mulheres ao voto. Ela liderou o ativismo em Montana e o Estado concedeu às mulheres de Montana o direito de votar em 1914. Alderson foi secretária de registros do comitê executivo durante a Segunda Convenção Anual da Associação de Sufrágio de Montana em novembro de 1896. Ela também foi a secretária de gravação da convenção estadual de 1904 da União de Temperança Cristã da Mulher.
Alderson era uma clubwoman ativa. Ela era membra da União de Temperança Cristã da Mulher (WCTU), servindo como presidente do capítulo de Montana de 1913 a 1916. Ela era a editora do Montana WCTU Journal. Foi a líder por trás da "Campanha do Emblema Floral" que votou Lewisia rediviva, comumente chamada como a raiz amarga, como a flor oficial do estado.
Em 1930, Alderson renunciou à WCTU. Ela continuou a ser uma ativista em questões como bem-estar infantil, educação e leis trabalhistas.

## Morte e legado
Alderson morreu em Bozeman, Montana, em 7 de janeiro de 1940, aos 79 anos.
Seus papéis fazem parte da "Coleção da Família Alderson" alojada nos Arquivos Merrill G. Burlingame e Coleções Especiais da Biblioteca da Universidade Estadual de Montana. Esta coleção inclui, entre outros itens, diários, cartas, álbuns de recortes e fotografias criadas por ou pertencentes à família Alderson. Uma coleção de papéis de Alderson de 1894-1936 está na Sociedade Histórica de Montana. Isso inclui manuscritos, esboços biográficos sobre figuras da história de Montana e três álbuns de recortes sobre a seleção da flor do estado.

## Publicações selecionadas
- Alderson, Mary Long. Thirty-four years in the Montana Woman's Christian Temperance Union , 1896-1930.
- Alderson, Mary Long. 1924. Matt W. Alderson, 1855-1924.
- Alderson, Mary Long. 1902. Montana's floral emblem -- Lewisia redivva. [EUA]: Revista Rocky Mountain.